# Isabel Dörfler

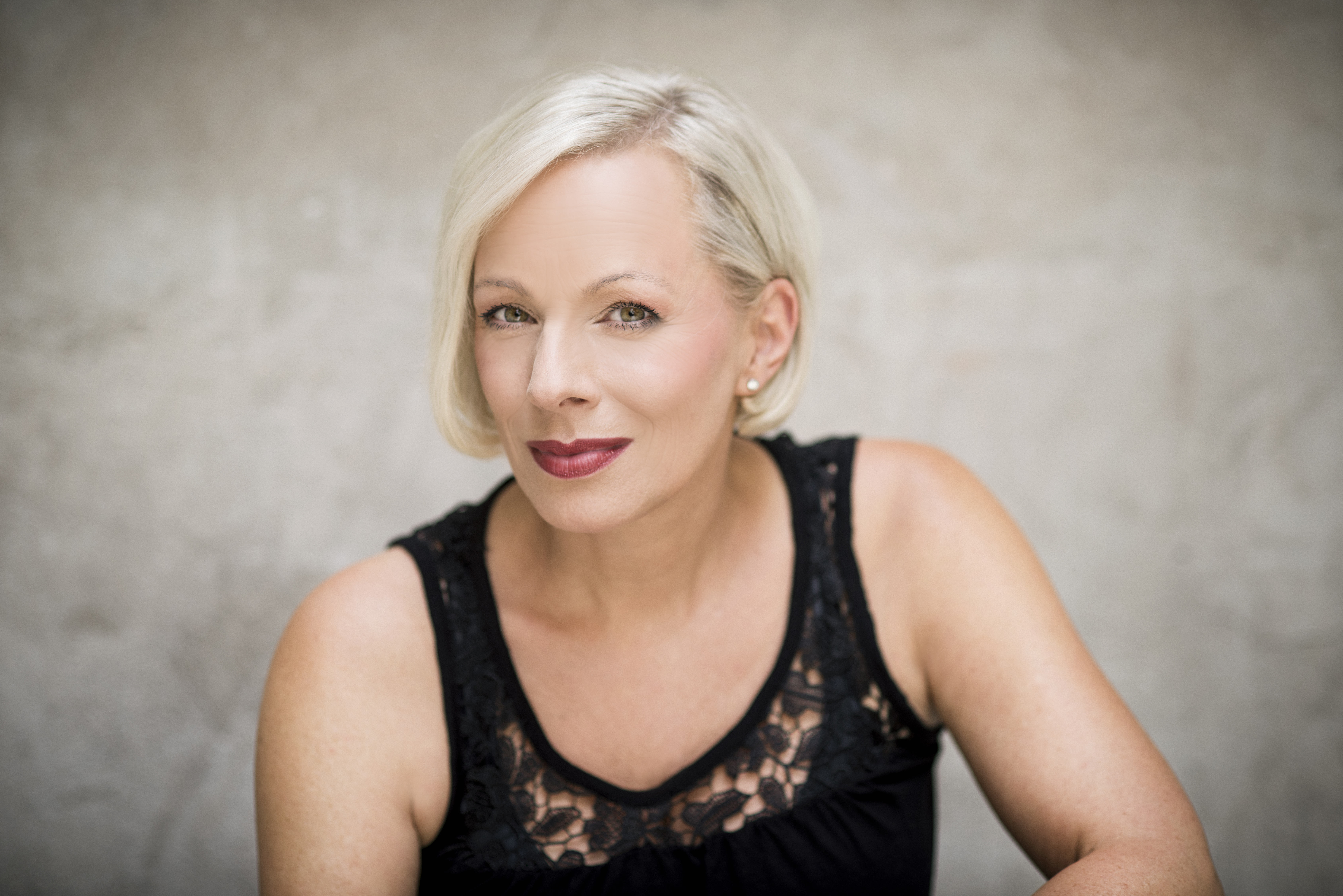
Isabel Dörfler, 2016

Isabel Dörfler (* 27. Februar 1965 in Bremen) ist eine deutsche Sängerin, Schauspielerin und Musicaldarstellerin.

## Leben
Im Alter von 6 Jahren bekam sie bei Hans Kresnik Ballettunterricht in ihrer Heimatstadt Bremen am Theater Bremen.
Als Jugendliche sang sie im Bremer Domchor unter der Leitung von Wolfgang Helbich. Im Alter von 18 Jahren sang sie in verschiedenen Bands, spielte Theater in ihrem Gymnasium und stand bereits für das Stück Tucholsky in Rock am Theater Bremen auf der Bühne, bevor sie ihre Ausbildung in Schauspiel, Gesang und Tanz von 1983 bis 1986 im Tanz-Gesang-Studio Theater an der Wien von Peter Weck mit Stipendium für Hochbegabte absolvierte.
Noch während ihrer Ausbildung erhielt sie ihre ersten Engagements an den Berliner Kammerspielen. Im Jahr 1986 tritt sie als Ismene in Antigone von Jean Anouilh gemeinsam mit Sophie Rois in der Hauptrolle sowie 1986/87 als Columbia in der deutschen Erstaufführung von The Rocky Horror Show unter der Regie von Anna Vaughan auf.
Im Anschluss folgten Rollen wie 1987/88 als Valery Clark in der österreichischen Erstaufführung von A Chorus Line, (Regie Baayork Lee) im Raimundtheater an der Seite von Michael Birkmeyer, als Audrey 1990 in der deutschen Erstaufführung von Der kleine Horrorladen in den Berliner Kammerspielen, 1992 als Bianca in Kiss me Kate im Eröffnungsstück bei den Ruhrfestspiele Recklinghausen (Regie: Hansgünther Heyme).
Sie spielte in dem Schauspiel Ghetto unter der Regie von Joshua Sobol (der ebenfalls der Autor des Stückes ist) die weibliche Hauptrolle Chaja im Theater Bremen, spielte unter Helmut Baumann die weibliche Hauptrolle in Cyrano am Theater des Westens an der Seite von Joachim Kemmer und die Anita in West Side Story am Nationaltheater Mannheim.
Nach den Titelrollen in Piaf und Evita, ihrer Paraderolle Sally Bowles in Cabaret sowie der Verpflichtung als Solistin in der Grantshow am Friedrichstadt - Palast Berlin 2002–2003, war sie als die Diva Dorothy Brock in der deutschen Erstaufführung von 42nd Street zusammen mit Kevin Tarte in der Hauptrolle 2003–2004 bei Stage Entertainment zu sehen.
Sie hatte Premiere mit ihrem Solo-Konzert „Leben!“ am Renitenztheater in Stuttgart und war Solistin der Best Of Musical Gala 2004 in der Kölnarena u. a. zusammen mit Uwe Kröger und Drew Sarich, die von der ARD aufgezeichnet wurde.
2011 spielte sie die Rolle der Marioza/Gudrun in der Uraufführung von Die Päpstin an der Seite von Sabrina Weckerlin. In Rebecca waren sie und Thomas Borchert die einzigen Darsteller, die ihre Hauptrollen sowohl bei der Schweizer als auch bei der deutschen Erstaufführung verkörperten. Sie war die Wunschbesetzung als Mrs.Van Hopper der beiden Autoren Michael Kunze und Sylvester Levay. Sie, Pia Douwes und Jan Ammann sind als 1. Besetzungen auch auf dem Live-Album aufgenommen im Palladium Theater von Rebecca zu hören.
Zuletzt war sie als Mama Morton in Chicago bei Stage Entertainment in Stuttgart, Berlin und München zusammen mit Pasquale Aleardi zu sehen und feierte Triumphe mit ihrem Debüt als alternde Stummfilm-Diva Norma Desmond in Sunset Boulevard.
Beim Benefiz Konzert Broadway Backwards 2019 stand sie als Gaststar zusammen mit Angelika Milster und Kim Fisher auf der Bühne des Schmid Tivolis.

## Konzerttätigkeit
Das aktuelle Solo Programm Berlin-Hollywood – Songs zwischen Ruhm und Exil führte die gelernte Diva (Selbstbeschreibung) von Berlin bis nach Paris, wo es von Radio France landesweit gesendet wurde. Mit neu interpretierten Songs von Marlene Dietrich, Edith Piaf, Judy Garland und Hildegard Knef, der Musik und den Lebensgeschichten von Friedrich Hollaender, Erich Wolfgang Korngold, Werner Richard Heymann, Kurt Weill und Charlie Chaplin möchte sie dem Publikum Mut machen, durch schwere Zeiten zu gehen. Das Programm hatte seine Premiere im Admiralspalast und war seitdem u. a. im Renitenztheater und im Schlosspark Theater Berlin zu sehen.
Seit 2021 tritt Isabel Dörfler als Show-Act auf einzelnen Mein-Schiff-Kreuzfahrtschiffen von TUI Cruises auf. 2022 hatte sie Premiere mit dem Landespolizeiorchester Brandenburg und dem Solo-Konzert: „Für mich soll's rote Rosen regnen - Divas in Concert“ mit Songs von Marlene Dietrich, Judy Garland, Hildegard Knef, Barbra Streisand, Gladys Knight und Whitney Houston.
2022 hatte sie Premiere mit dem Landespolizeiorchester Brandenburg und dem Solo-Konzert: „Für mich solls rote Rosen regnen - Divas in Concert“ mit Songs von Marlene Dietrich, Judy Garland, Hildegard Knef, Barbra Streisand, Gladys Knight und Whitney Houston.

## Privatleben
Isabel Dörfler ist verheiratet, hat eine Tochter aus erster Ehe und lebt in Berlin.

## Auszeichnungen
- 1993 – Bundeswettbewerb Gesang Berlin in der Kategorie Musical/Chanson[1]
- 1994 – Publikumspreis Bad Hersfelder Festspiele: Hair
- 2003 – Radio Regenbogen Award in der Kategorie Musical[2]

## Diskografie
Solo-Alben
- 2010: Leben! (Sound Of Music)
- 2016: Berlin Cabaret-Hollywood Dreams Sound Of Music (Sound Of Music)

Musical-Alben
- 1987: A Chorus Line Original Cast Wien (Polydor)
- 2001: Wunderbar - Die 2002. Nacht, Original Cast, Friedrichstadt-Palast
- 2002: Fletsch Studio Cast (Anything Goes Records)
- 2003: The Musicals of Kunze and Levay Volume 2 MusicalNet + Sound Of Music
- 2004: Best of Musical! (BMG)
- 2006: Musicalstars 2 Sony (BMG)
- 2009: Musicalstars 3 Sony (BMG)
- 2011: Die Päpstin, Original Cast, (Spotlight)
- 2012: Rebecca, Original Cast, (Hitsquad Records)
- 2014: Chicago, Original Cast, Stage Entertainment (Edel)

## Film und Fernsehen
- 1986: Götterbilder (Hauptrolle), (Regie: Jürgen Nola, ZDF Fernsehfilm)
- 1988: Mädchen im Park (Hauptrolle), (Regie: Dieter Fuhrmann, Kurzfilm)
- 1991: Zeitlos (Hauptrolle), (Regie: Dieter Fuhrmann, Kurzfilm)
- 2010: Verrückt nach Meer,  1. Staffel, (Regie: Sybille Niess, ARD, filmische Dokumentation)

## TV-Gast Auftritte (Auswahl)
- 2002 MDR Mittagsmagazin als Talkgast
- 2004 ARD Konzert Aufzeichnung der Best of Musical Gala / Stage Entertainment (Ganze Sendung)
- 2004 ZDF Wetten, dass..? als Sängerin und Talkgast mit Thomas Gottschalk
- 2004 SWR Kaffee oder Tee? Talkgast bei Martin Seidler
- 2005 SWR Der fröhliche Weinberg als Gesangs- und Talkgast, Moderation: Marc Marshall

## Synchronisation
- 2015: Endstation Glück, Rolle: Rosina, Das Erste
- 2021: Deutscher Titelsong der Netflix-Kinderserie Ridley Jones

## Solo-Konzerte (Auswahl)
- 2001 Internationales Festival Spielberg, Philharmonisches Orchester Brünn, Philharmonie Brünn, Dirigent Caspar Richter
- 2004 Renitenztheater: Premiere Solo-Konzert „Leben!“
- 2007 Internationales Festival Spielberg, Philharmonisches Orchester Brünn, Philharmonie Brünn, Dirigent Caspar Richter
- 2016 Premiere Berlin-Hollywood, Admiralspalast Berlin
- 2017 Concerts de Radio France: Berlin-Hollywood, Maison de la Musique Paris
- 2017 Renitenztheater ChanSongFest Berlin-Hollywood
- 2020 Online Live Konzert Berlin-Hollywood
- 2022 Landespolizeiorchester Brandenburg: „Für mich solls Rote Rosen regnen - Divas in Concert“, Premiere, Nikolaisaal Potsdam

## Schauspiel / Musiktheater Rollen (Auswahl)
- 1986: Antigone, Hauptrolle: Ismene, Berliner Kammerspiele, Regie: Harald K. Reinke
- 1986–87: The Rocky Horror Show, Original Cast: Columbia, Berliner Kammerspiele, Regie: Anna Vaughan
- 1987–88: A Chorus Line, Österreichische Erstaufführung, Rolle: Valery Clark, Vereinigte Bühnen Wien, Regie: Baayork Lee
- 1989:  Linie 1 – div. Rollen, Marek Lieberberg Konzertagentur, Regie: Anna Vaughan
- 1990:  Der kleine Horrorladen, Hauptrolle: Audrey, Berliner Kammerspiele, Regie: Anna Vaughan
- 1992:  Kiss me Kate, Hauptrolle: Anne Lane / Bianca, Ruhrfestspiele Recklinghausen, Regie: Hansgünther Heyme
- 1992–93:  Ghetto, Hauptrolle: Chaja, Theater Bremen, Regie: Joshua Sobol
- 1993–94:  Hair, Hauptrolle: Sheila, Bad Hersfelder Festspiele, Regie: Pavel Mikulastik
- 1994–95:  Cyrano, Hauptrolle: Roxane, Theater des Westens Berlin, Regie: Helmut Baumann
- 1994–95:  West Side Story, Hauptrolle: Anita, Nationaltheater Mannheim, Regie: Matthias Davids
- 1995–96:  Piaf, Titelrolle: Edith Piaf, Stadttheater Hildesheim, Regie: Hermann Fey
- 1997:  Sunset Boulevard, Hauptrolle: Betty Schaefer, Rhein-Main-Theater, Regie: Trevor Nunn
- 1998:  Lucky Stiff, Deutsche Erstaufführung, Hauptrolle: Rita La Porta, Staatstheater Saarbrücken, Regie: Holger Hauer
- 2000:  Evita, Titelrolle: Evita, Pfalztheater Kaiserslautern, Regie: Till Stief
- 2001–02: Cabaret, Hauptrolle: Sally Bowles, Theater Freiburg, Regie: Jens Schmiedl
- 2002–03: Wunderbar - Die 2002. Nacht, Solistin, Friedrichstadt-Palast, Regie: Jürgen Nass
- 2003–04: 42nd Street, Deutsche Erstaufführung, Hauptrolle: Dorothy Brock, Stage Apollo Theater Stuttgart, Regie: Eddy Habbema
- 2006–07: Anything Goes, Hauptrolle: Reno Sweeney, Nationaltheater Mannheim, Regie: Stefan Huber
- 2007–08: Miami Nights, Rolle: Betty Miller, Capitol Theater Düsseldorf/Semmelconcerts, Regie: Alex Balga
- 2008: Into the Woods, Hauptrolle: Hexe, Stadttheater Bozen, Regie: Peter Zeug
- 2009: Sweet Charity, Rolle: Helen, Theater Pforzheim, Regie: Kay Link
- 2009: City of Angels, Hauptrolle: Alaura Kingsley, Schlossfestspiele Ettlingen, Regie: Udo Schürmer
- 2010: Inselkomödie, Rolle: Kalonike, Berliner Ensemble, Regie: Heiko Stang
- 2010/11: Cabaret, Hauptrolle: Sally Bowles, Wuppertaler Bühnen, Regie: Werner Pichler
- 2011: Die Päpstin, Uraufführung, Rollen: Marioza/Gudrun, Spotlight Musical GmbH, Regie: Stanislav Moša
- 2011–12:  Rebecca, Schweizer Erstaufführung, Hauptrolle: Mrs. Van Hopper, Theater St. Gallen, Regie: Francesca Zambello
- 2011–13: Rebecca, Deutsche Erstaufführung, Hauptrolle: Mrs. Van Hopper, Stage Palladium Theater Stuttgart, Regie: Francesca Zambello
- 2014–16: Chicago, Hauptrolle: Mama Morton, Stage Palladium Theater Stuttgart / Theater des Westens, Regie: Ann Reinking
- 2016: Chicago, Hauptrolle: Mama Morton, Deutsches Theater München, Regie: Ann Reinking
- 2017/19:  Sunset Boulevard, Hauptrolle: Norma Desmond, Staatstheater Cottbus Regie: Klaus Seiffert
- 2018/19: Mary Poppins, Hauptrolle: Miss Andrew, Theater an der Elbe, Regie: James Powell

## Soziales Engagement
Isabel Dörfler ist Mitglied bei Terre des hommes und sammelt immer wieder Spenden für die Organisation.